# Financiamento climático no Vietnã

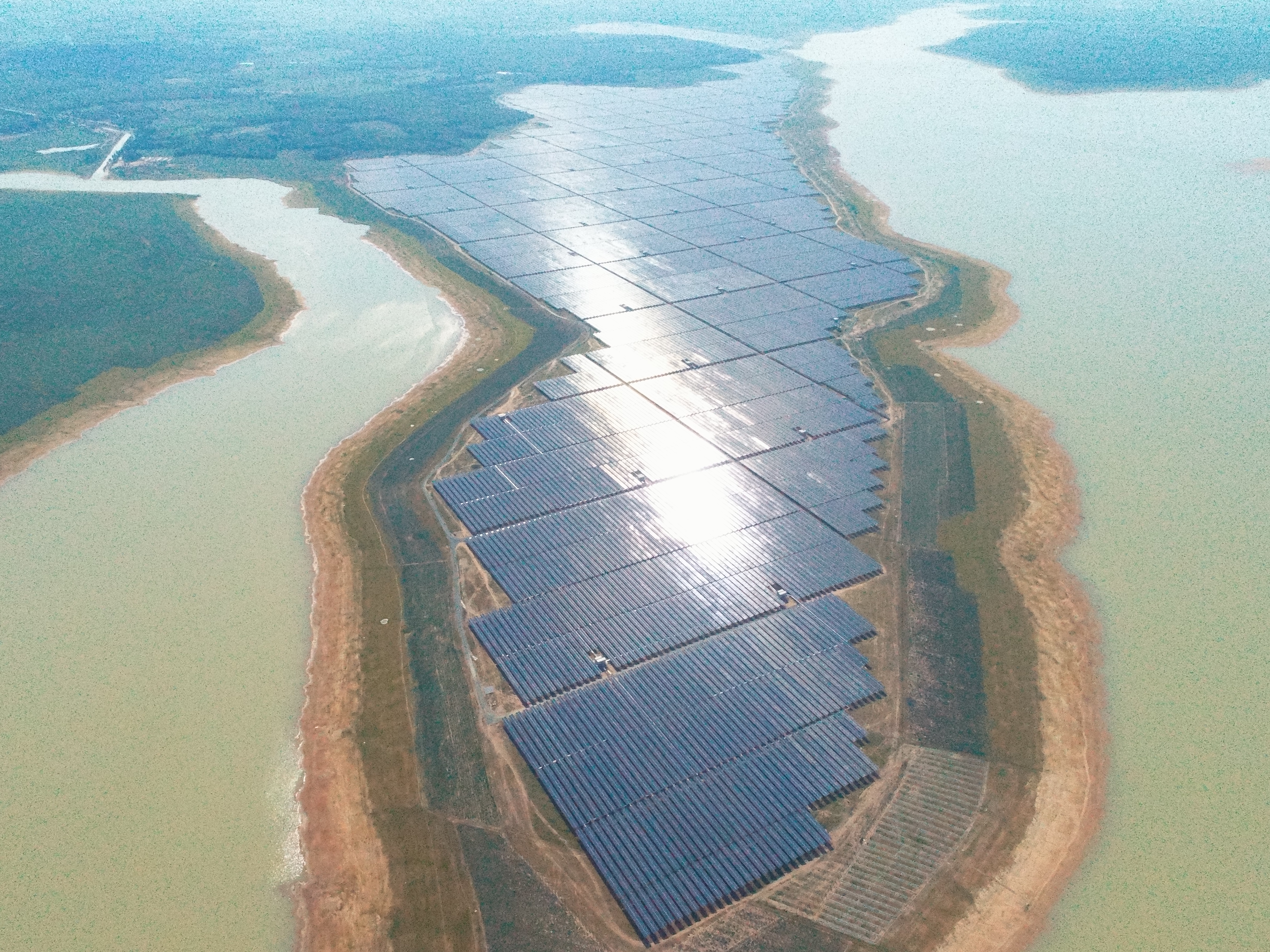
Projeto Dau Tieng em Tây Ninh.

O financiamento climático no Vietnã refere-se ao conjunto de mecanismos que mobilizam recursos públicos, privados e internacionais para apoiar ações de adaptação e mitigação das mudanças climáticas no país. Devido à sua elevada exposição a ameaças como inundações costeiras, ciclones tropicais e secas e à urgência de reduzir emissões e fortalecer a resiliência, o Vietnã estruturou seu arcabouço legal em torno da Lei nº 72/2020/QH14 de Proteção Ambiental e do Decreto nº 08/2022/ND-CP, complementados por instrumentos financeiros como o Fundo de Proteção Ambiental e a Circular 17/2022 do Banco Estatal sobre gestão de riscos ambientais no crédito bancário.
Linhas de crédito verdes do SBV já apoiaram mais de 1.700 projetos até meados de 2023, totalizando cerca de 66 trilhões de dongs vietnamitas em financiamentos.
Energia renovável, agricultura de baixo carbono, transporte e infraestrutura urbana são os principais alvos dos recursos mobilizados. Para ampliar o acesso ao crédito verde, o país planeja pilotar um mercado de carbono entre 2022–2027, com lançamento formal em 2027.

## Contexto climático e vulnerabilidades
O Vietnã é um dos países mais vulneráveis às mudanças climáticas, enfrentando riscos significativos devido à sua extensa linha costeira de mais de 3.200 km e às numerosas cidades e regiões de deltas situadas em áreas baixas. Do ponto de vista geográfico, as duas grandes planícies aluviais — o Delta do Mekong, ao sul, e o Delta do Rio Vermelho, ao norte — concentram boa parte da produção agrícola (especialmente arroz) e abrigam milhões de habitantes em áreas praticamente ao nível do mar. Nessas regiões, a elevação gradual do nível do mar combina-se com a subsidência do solo para intensificar a intrusão salina nos sistemas de irrigação. Como consequência, as lavouras tradicionais de arroz ficam cada vez mais sujeitas ao estresse hídrico e à salinidade, reduzindo produtividade e forçando agricultores a diversificarem culturas ou migrar para áreas urbanas.

Tufão Yagi fazendo landfall sobre Haiphong e Quang Ninh em 7 de setembro.

Entre junho e novembro, o Vietnã costuma ser atingido por tempestades tropicais e tufões que trazem chuvas torrenciais, provocando enchentes repentinas e deslizamentos nas encostas das regiões montanhosas do centro e norte. Esses eventos danificam colheitas, estradas rurais e pontes, além de ameaçar a segurança das comunidades locais. O tufão Yagi, em setembro de 2024 é um exemplo de desastre recente. Ao passar pelo país, deixou 292 mortes, 1.908 feridos e 38 desaparecidos. Além disso, 3.300 casas foram danificadas, 120.000 ha de arrozais submersos e 1.000 pescarias destruídas.
Cidades costeiras como Ho Chi Minh e Da Nang enfrentam enchentes frequentes devido à combinação de marés altas e chuvas intensas. A drenagem urbana, muitas vezes insuficiente para a expansão acelerada, não absorve rapidamente o volume de água, resultando em ruas alagadas que interrompem tráfego, prejudicam comércios e sobrecarregam serviços públicos (água, energia e saneamento).
O crescimento urbano desordenado tem aumentado a área impermeável (asfalto, concreto, edificações), reduzindo a infiltração natural da água da chuva e prolongando a duração dos alagamentos. Esse fenômeno é particularmente grave em regiões costeiras onde os sistemas de drenagem são subdimensionados para suportar eventos extremos.
A região central do Vietnã é afetada pelas oscilações de El Niño e La Niña, que provocam alternância entre longos períodos de seca e episódios de chuvas intensas. Esse padrão climático irregular causa tanto escassez de água potável em épocas de seca prolongada quanto riscos elevados de desastres naturais (enchentes, deslizamentos) quando ocorrem chuvas extremas.
Em regiões de difícil acesso, sobretudo nas terras montanhosas do norte, comunidades de minorias étnicas têm acesso limitado a previsões meteorológicas confiáveis e a programas governamentais de apoio. Isso aumenta sua exposição a enchentes e deslizamentos, pois a infraestrutura de comunicação e transporte é precária.
Os impactos das mudanças climáticas, especialmente a elevação do nível do mar e o aumento das inundações, já estão perturbando a atividade econômica e ameaçando os meios de subsistência de milhões de pessoas. Em 2020, os custos relacionados às mudanças climáticas chegaram a aproximadamente 10 bilhões de dólares americanos, o que representou 3,2% do PIB nacional; projeções indicam perdas potenciais entre 12% e 14,5% do PIB até 2050 caso não sejam tomadas ações climáticas substanciais.

## Marcos legais e institucionais
O arcabouço legal para o financiamento climático no Vietnã é estruturado principalmente pela Lei nº 72/2020/QH14 sobre Proteção Ambiental, promulgada em 17 de novembro de 2020 e em vigor desde 1º de janeiro de 2022, que estabelece diretrizes para a gestão de emissões de gases de efeito estufa (GEE), avaliação de impacto ambiental e mecanismos de uso de instrumentos econômicos para incentivar práticas sustentáveis. Essa lei foi complementada pelo Decreto nº 08/2022/ND-CP, que detalha os procedimentos para mitigação e reporte de emissões, criando as bases para a certificação de projetos elegíveis ao crédito verde.
Adicionalmente, o governo vietnamita aprovou a Estratégia Nacional de Crescimento Verde para o período 2021–2030, com visão até 2050, que estabelece metas de redução de intensidade de emissões por unidade de PIB em 15% até 2030 e 30% até 2050, além de prever a participação mínima de 15–20% de fontes renováveis na matriz energética até 2030 e 25–30% até 2050. A implantação dessa estratégia é coordenada pelo Comitê Interministerial de Coordenação para Crescimento Verde e Mudanças Climáticas, liderado pela Ministério dos Recursos Naturais e Meio Ambiente, que conta com departamentos específicos para planejamento, legislação, cooperação internacional e monitoramento de GEE.
No âmbito institucional, cabe ao Ministério dos Recursos Naturais e Meio Ambiente supervisionar a implementação de políticas climáticas, apoiado pelo Banco Estatal do Vietnã, que regula as linhas de crédito verde e define critérios para emissão de títulos verdes. Além disso, o Ministério das Finanças e o Ministério da Indústria e Comércio participam do processo de elaboração de normas tributárias e incentivos fiscais voltados a tecnologias limpas, enquanto o Ministério da Agricultura e Desenvolvimento Rural coordena projetos de adaptação climática no setor agrícola.

## Financiamento público

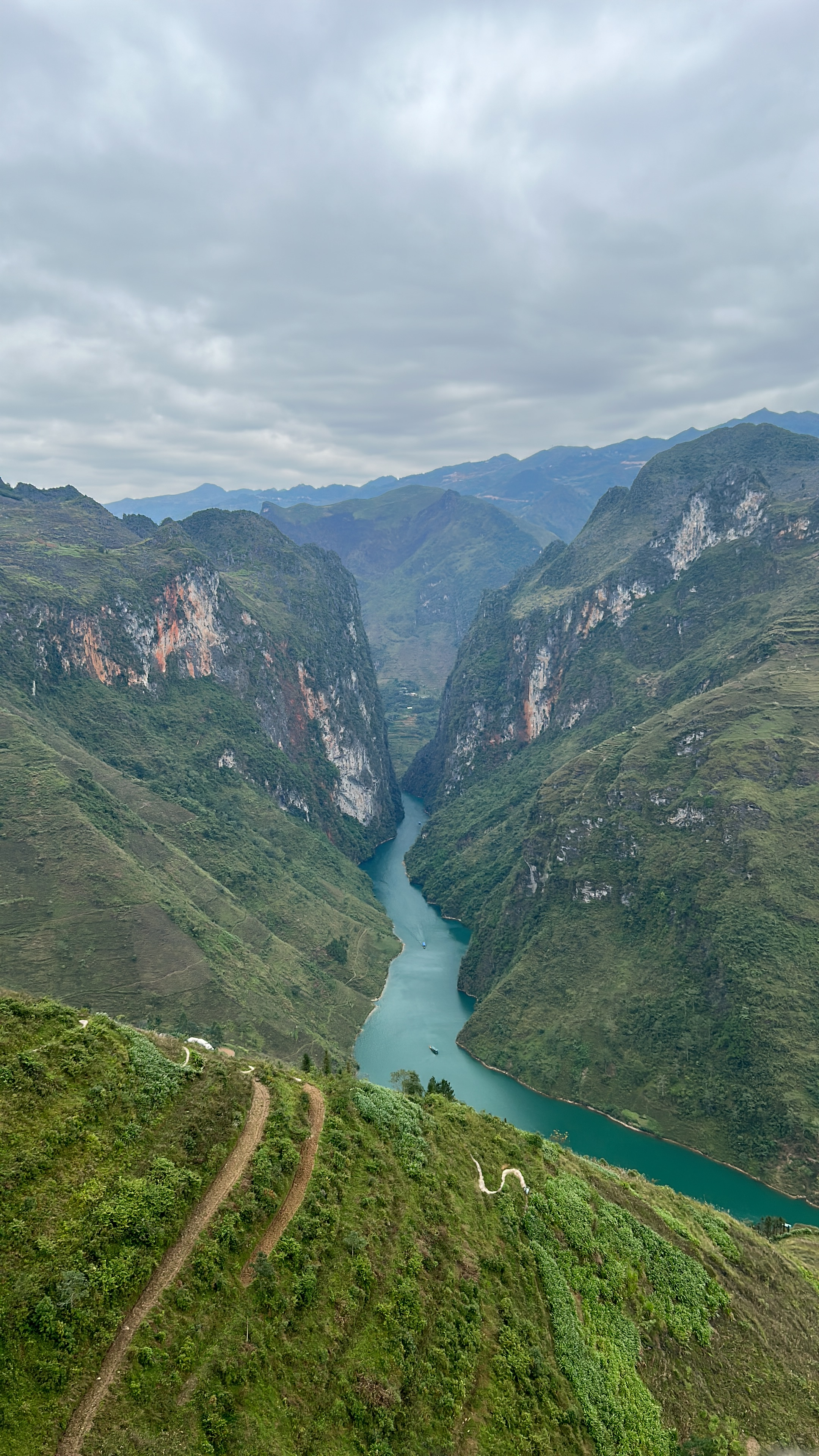
Vale no Hà Giang.

O financiamento público para ações climáticas no Vietnã envolve tanto recursos orçamentários diretos quanto instrumentos financeiros governamentais. Por meio do orçamento da União, o governo tem estabelecido códigos específicos para investimentos em projetos de mitigação e adaptação, alinhados à Tipologia de Gastos de Resposta às Mudanças Climáticas (TCCRE) desenvolvida pelo Banco Mundial, executado pelo Ministério dos Recursos Naturais e Meio Ambiente, Ministério da Indústria e Comércio e Ministério da Agricultura e Desenvolvimento Rural, que classificou os gastos públicos em três pilares: governança, capacidade científica e tecnológica, e entrega de ações climáticas.
O Fundo de Proteção Ambiental, gerido pelo Ministério de Recursos Naturais e Meio Ambiente, possui um capital de 1,8 trilhões de dongs vietnamitas, para financiar projetos de proteção ambiental e adaptação às mudanças climáticas. Embora seja o principal instrumento público para crédito verde, sua rigidez no estabelecimento de garantias e prazos tem dificultado o acesso de projetos de menor porte (pequenos produtores, cooperativas ou iniciativas comunitárias).
Em 23 de dezembro de 2022, o Banco Estatal do Vietnã (SBV) publicou a Circular nº 17/2022/TT-NHNN, com o objetivo de orientar a gestão de riscos ambientais no processo de concessão de crédito por instituições financeiras e agências bancárias estrangeiras no Vietnã. Em 30 de junho de 2023, o SBV havia financiado 1.776 projetos por meio de empréstimos verdes, totalizando 66,17 trilhões de dongs (2,81 bilhões de dólares), o que representava 4,1% do total de seus empréstimos em aberto.
Até 2017, apenas duas emissões de títulos verdes haviam sido registradas – uma de 3 trilhões de dongs pela cidade de Ho Chi Minh e outra de 500 bilhões pela província de Bà Rịa–Vũng Tàu – evidenciando a inatividade do mercado doméstico até então. Somente em 2021 o mercado doméstico voltou a registrar emissões relevantes, quando empresas como a BIM Land reentraram no segmento com a colocação de títulos verdes no exterior, mas prosseguindo com a inatividade em emissões.

## Financiamento privado
O setor privado tem desempenhado um papel crescente no financiamento climático do Vietnã, embora seja ainda limitado por desafios regulatórios e de mercado. Bancos comerciais continuam sendo a principal fonte de crédito, mas a natureza intensiva de capital e os longos prazos de retorno das energias renováveis têm esgotado a disponibilidade de crédito, levando empresas a buscar instrumentos alternativos, como emissão de debêntures corporativas, títulos verdes e financiamentos via fundos de investimento privados.

Em 2021, a empresa tailandesa B.Grimm Power emitiu debêntures no valor de 242,7 milhões de dólares americanos para financiar dois parques solares nas províncias de Phú Yên e Tây Ninh, com capacidade combinada de 677 MW. No mesmo ano, o grupo filipino Ayala Corp. adquiriu 49% da Solar NT, subsidiária da tailandesa Super Energy Corp., incorporando nove plantas solares com capacidade total de 837 MW no Vietnã.

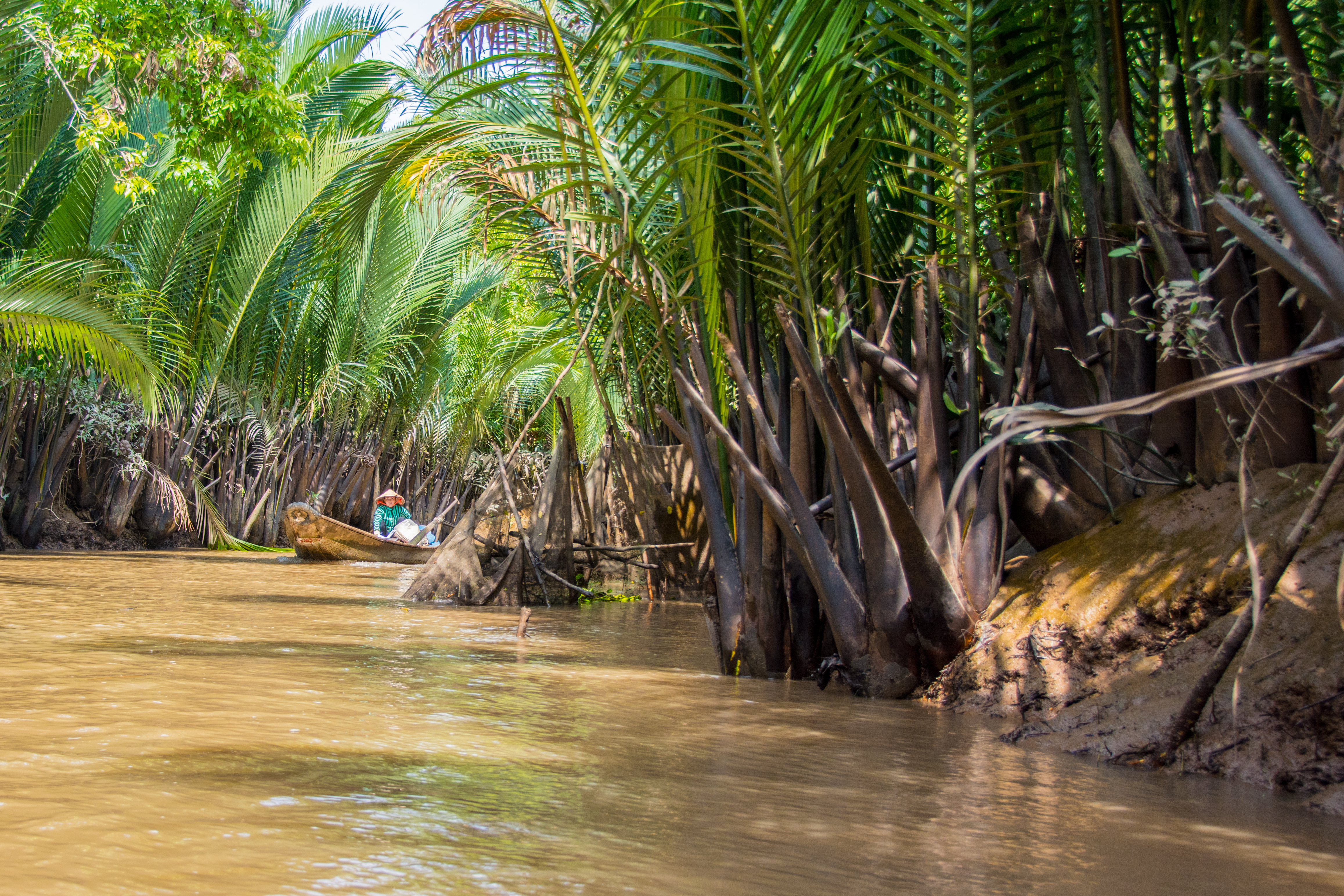
Canal do Delta do Mekong

O mercado de títulos verdes também tem se ampliado. Em 2024, com apoio do IFC, do Banco Mundial, o SeABank lançou o primeiro título verde emitido por uma instituição financeira privada no país, promovendo investimentos em infraestrutura sustentável.
Fundos de impacto e private equity voltados ao clima ganharam destaque: em 2023, a VinaCapital lançou o VinaCarbon, primeiro fundo de impacto climático vietnamita dedicado a projetos que geram créditos de carbono, enquanto a Mekong Capital anunciou a criação de um fundo climático com meta de 200 milhões de dólares para promover a regeneração florestal na região do Mekong.
No âmbito internacional, a Copenhagen Infrastructure Partners lançou, em dezembro de 2023, o Growth Markets Fund II, com objetivo de 3 bilhões de dólares para financiar projetos de energia renovável em mercados emergentes, incluindo o Vietnã.
Entretanto, a instabilidade regulatória ainda representa um risco significativo: em março de 2025, investidores privados alertaram que mudanças retroativas nas Feed-in tariffs poderiam pôr mais de 13 bilhões de dólares em projetos de energia solar e eólica em risco, afetando a confiança e a viabilidade financeira de futuros investimentos privados no setor.

## Cooperação internacional e financiamento externo
Em dezembro de 2022, o Vietnã foi incluído na Just Energy Transition Partnership (JETP), iniciativa do G7 que mobilizou 15,5 bilhões de dólares em financiamento público e privado para viabilizar a descarbonização do setor elétrico e antecipar o pico de emissões para 2030.
O Banco Asiático de Desenvolvimento comprometeu-se a oferecer assistência técnica e financiar projetos de adaptação e transição energética no valor de 2,1 bilhões de dólares, nos próximos anos, para apoiar o Vietnã no cumprimento de suas Contribuições Nacionalmente Determinadas e no desenvolvimento de energia limpa, incluindo hidrogênio verde e sistemas de armazenamento de energia.
O Japão, por meio do Japan International Cooperation Agency (JICA), contribuiu com um fundo de 71 milhões de dólares para financiar cinco projetos de energia solar e eólica no Vietnã, em parceria com o Japan Bank for International Cooperation (JBIC), demonstrando a pertinência da cooperação tecnológica e financeira bilateral.
A França, por sua vez, assinou em março de 2024 um acordo de empréstimo de 72,3 milhões de euros com o Ministério da Fazenda vietnamita e a Agence Française de Développement (AFD) para apoiar projetos de proteção costeira em Quang Nam e desenvolvimento urbano sustentável em Quang Tri, acompanhados por subsídios não reembolsáveis da União Europeia.

## Principais setores beneficiados
O setor de energia renovável concentra o maior volume de recursos do financiamento climático no Vietnã. Em 31 de março de 2024, dos 636,96 trilhões de dongs vietnamitas (c. 25 bilhões de dólares) de crédito verde concedido, 47% foram destinados a projetos de geração limpa e eficiência energética. Entre os principais empreendimentos destacam-se:
- Parque eólico de JICA em Quảng Trị (144 MW): primeiro projeto de energia eólica financiado pelo Japan International Cooperation Agency (JICA) no país, com linha de crédito de 25 milhões de dólares;[37]
- Aquisição da Solar NT pela Ayala Corp. (837 MW): investimento de capital privado nas nove usinas solares controladas pela Thai Super Energy;[37]
- Iniciativas de hidrogênio verde: metas de produção de 100.000–500.000 toneladas por ano até 2030, financiadas pelo JETP (G7, multilaterais e private equity), via títulos verdes e empréstimos concessionais.[47]

Um BDK02 (trem de motor elétrico) de Hanói.

No setor agrícola, que absorveu 32% do crédito verde até março de 2024, os fundos financiam sobretudo práticas de irrigação de baixo carbono e técnicas de redução de emissões. Um bom exemplo é a adoção do método Alternate Wetting and Drying (AWD) em arrozais do Delta do Mekong — capaz de reduzir em 26% as emissões de metano e em 15% o consumo de água sem perda de produtividade — resultado de experimentos de três anos realizados na região central do país.
O transporte sustentável e a infraestrutura urbana também ganham relevância através de linhas de crédito multilaterais para mobilidade elétrica e expandem os sistemas de metrô: em outubro de 2022, o Banco Asiático de Desenvolvimento mobilizou 135 milhões de dólares em financiamento climático certificado pelo Climate Bonds Initiative para a VinFast fabricar ônibus elétricos e instalar rede nacional de recarga. Paralelamente, a União Europeia e a AFD liberaram 10 milhões de euros para estudos de viabilidade da extensão da Linha 3 do Metrô de Hanói, ampliando-a de 12,5 km para 21,2 km e fortalecendo o planejamento urbano sustentável.

## Impactos e resultados
O financiamento climático canalizado para o Vietnã já gerou resultados concretos em diferentes frentes. No setor de energia renovável, a maior usina solar do Sudeste Asiático, o Complexo Dau Tieng (420 MW), iniciou operação comercial em setembro de 2019 e hoje gera cerca de 688 milhões de kWh por ano.
Na agricultura, a técnica de irrigação intermitente Alternate Wetting and Drying (AWD) foi testada em arrozais do Delta do Mekong com forte apoio de recursos climáticos. Estudos de campo mostram que o AWD reduziu em 51% as emissões de metano por hectare e aumentou a produtividade de grãos em 9%, sem perdas de rendimento, enquanto avaliação de ciclo de vida indica uma queda de 38% nas emissões anuais de gases de efeito estufa, conferindo aos agricultores adicional de 6% em lucros líquidos.
Em soluções baseadas na natureza, projetos de restauração de manguezais no Delta do Mekong também apresentam ganhos mensuráveis. Entre 2015 e 2020, programas estatais e de ONGs recuperaram 27.322 ha de manguezais, gerando um aumento líquido de 11.184 ha, o que fortalece a proteção costeira, sequestra carbono e sustenta atividades de aquicultura sustentável.

## Críticas e controvérsias
Em março de 2025, mais de duas dúzias de investidores estrangeiros e vietnamitas – entre eles Adani Green Energy, Dragon Capital e ACEN Vietnam – assinaram uma carta dirigida aos líderes do país alertando que a revisão retroativa dos preços subsidiados de energia solar e eólica pela elétrica estatal EVN põe em risco mais de 13 bilhões de dólares americanos em projetos, podendo levar a perdas praticamente totais de capital e minando a confiança no arcabouço regulatório vietnamita.
No âmbito doméstico, o estabelecimento de um sistema de financiamento florestal transparente é crucial para melhorar o planejamento financeiro no setor florestal, possibilitando a alocação direcionada de recursos para ações climáticas.
Do ponto de vista operacional, Dang Manh Cuong, diretor–geral da Hanbaram Wind Power JSC, afirmou que a tarifa transitória implementada pelo Ministério de Indústria e Comércio limita a utilização das usinas a apenas 70–80% da capacidade, gerando receitas 30% abaixo das projeções iniciais e prejudicando o pagamento de juros e despesas operacionais. O economista Tran Dinh Thien, ex-diretor do Vietnam Economic Institute, alerta que ociosidade prolongada dessas plantas “é um desperdício de recursos nacionais e investimentos privados”, aproximando-as de potenciais processos de falência.
No campo da governança e direitos humanos, Tanya Lee Roberts Davis, coordenadora de advocacia do NGO Forum, criticou duramente o silêncio dos bancos multilaterais e governos doadores diante da prisão de ativistas como Hoang Thi Minh Hong e Ngo Thi To Nhien. Segundo ela, “continuar com o JETP sem levar em conta as represálias contra defensores de direitos comunitários e ambientais é atuar como cúmplice nas violações”.

## Perspectivas futuras
O Vietnã estabeleceu metas ambiciosas de produção de 100.000–500.000 toneladas de hidrogênio verde por ano até 2030, com expansão para 10–20 milhões de toneladas até 2050. O hidrogênio produzido por eletrólise alimentada por renováveis será utilizado na geração elétrica, na indústria de fertilizantes, aço e cimento, além de transporte pesado, apoiado por emissão de títulos verdes e empréstimos concessionais de parcerias como o Just Energy Transition Partnership (JETP).
Previsto na revisão da Lei de Proteção Ambiental de 2020, um esquema de comércio de emissões será pilotado entre 2022–2027, com lançamento formal projetado para 2027. Espera-se que esse mecanismo atraia investimentos privados em projetos de redução de emissões.
Para otimizar a alocação de recursos e garantir a monitorização eficaz dos projetos climáticos, o país precisará reforçar agências reguladoras, aprimorar processos de licenciamento e padronizar relatórios de resultados. Investimentos em sistemas de informação e em capacitação técnica são considerados fundamentais para atrair financiadores multilaterais e privados de forma sustentável.